# Lady Windermeres Fächer (1935)
Lady Windermeres Fächer ist eine deutsche Filmkomödie von 1935. Dabei handelt es sich um eine Verfilmung des gleichnamigen Bühnenstückes von Oscar Wilde. 

## Handlung
Mrs Erlynne, die Mutter von Lady Windermere, arbeitet in den USA in einem kleinen und unbedeutenden Theater in New York. Als sie die Annäherungsversuche ihres Vorgesetzten zurückweist und neue Stücke einführen will, verliert sie ihre Anstellung. Die aus der feinen englischen Gesellschaft verstoßene Mrs. Erlynne kommt aus den USA nach England zurück mit der Absicht, wieder in der besseren englischen Gesellschaft akzeptiert zu werden. Sie hatte vorweg in einer Zeitung einen Artikel über ihre Tochter gelesen, die in vermögenden Kreisen in London lebt. Bald wird in London wieder über sie gesprochen. Doch ihre Tochter, Lady Margaret Windermere, die der Meinung ist, ihre Mutter sei tot, erkennt die eigene Mutter nicht. Lady Margaret Windermeres Ehemann, Lord Windermere, erhält Informationen über die Mutter seiner Ehefrau, möchte jedoch seine Frau nicht mit diesen Informationen belasten. Lady Margaret Windermere denkt nun aber, ihr Mann habe eine Beziehung zu Mrs. Erlynne. Als es zur Auseinandersetzung kommt, zieht sich Mrs. Erlynne aus der noblen Gesellschaft zurück, damit das Glück und die Zukunft ihrer Tochter nicht gefährdet werden.

## Produktionsnotizen
Bearbeitet wurde der Film von Karl Lerbs. Für die Dialoge und Spielleitung war Heinz Hilpert verantwortlich. Die Herstellungsleitung unterlag Georg Witt. Neben dem Hauptverantwortlichen für die Regie Heinz Hilpert, war als Assistent Herbert B. Fredersdorf in diesen Bereich eingebunden. Die Aufnahmeleitung hatte Arthur Kiekebusch und Willy Habantz. Hauptverantwortlich für den Ton war Eugen Fritz Hrich. Das Tonsystem kam von Tobis-Klangfilm. Der Verleih unterlag der Rota Film Aktiengesellschaft und der weltweite Vertrieb der Tobis Cinema Film Aktiengesellschaft.

## Weitere Verfilmungen
Der deutsche Film von Heinz Hilpert ist 1935 bereits die dritte Verfilmung der Vorlage des Bühnenstückes Lady Windermere's Fan. Die erste Verfilmung stammt bereits von 1916 aus Großbritannien. Regie führte Fred Paul. Der 1925 von Ernst Lubitsch in den USA gedrehte Film Lady Windermere’s Fan ist die zweite Verfilmung des Theaterstückes, allerdings noch als Stummfilm.

## Filmnamensgebung
Am Hochzeitstag besuchen Lady Windermere und ihr Gatte die Auktion von Lord August Lorton, und Lord Windermere ersteigert für seine Frau einen Fächer, den er ihr zum Geschenk an diesem Jubiläumstag macht. Als Lord Windermere von seiner Frau wünscht, Mrs. Erlynne zu ihrem Geburtstag einzuladen, droht Lady Windermere mit diesem Fächer Mrs. Erlynne ins Gesicht zu schlagen, hat jedoch dann nicht den Mut dies auszuführen, nachdem Mrs. Erlynne uneingeladen auf der Feier erscheint.

## Vorlage
Originaltitel des Theaterstückes von Oscar Wilde: Lady Windermere's Fan

Uraufführung: im St. James's Theatre in London am 20. Februar 1892

Darsteller: George Alexander als Lord Windermere und Marion Terry als Mrs Erlynne

## Uraufführung
25. Oktober 1935 Leipzig

25. November 1935 Berlin (Atrium)

## Filmprogramme
Illustrierter Film Kurier (Berlin) 2383

Illustrierter Film Kurier (Wien) 1251

## Bedeutung
Der Film zeichnet sich durch geschliffene, feinsinnige und tiefgründige Dialoge aus. Die damaligen Kritiken waren voll des Lobes über die meisterliche und sorgfältige Sprache. In dem Film ist viel scharfsinniger Humor verborgen, der erst durch genaues Zuhören erkannt wird. Mit der Sprache wird viel gespielt und manches ist doppeldeutig und lässt sozial gesellschaftlichen Anspielungen Spielraum zur Interpretation. 
Auch die Besetzung ist exzellent und zeugt von der großen Erfahrung Heinz Hilperts im Bereich der Schauspielkunst.

## Kritiken
„Kultivierte Verfilmung des Bühnenstücks von Oscar Wilde durch einen prominenten Theaterregisseur, der - trotz häufigeren Szenenwechsels und eingestreuter Außenaufnahmen - dem Stil der Bühne treu bleibt.“